# Résolution 999 du Conseil de sécurité des Nations unies
Membres permanents
- Chine
- États-Unis
- France
- Royaume-Uni
- URSS

Membres non permanents
Résolution no 998 Résolution no 1000
La résolution 999 du Conseil de sécurité des Nations Unies, adoptée à l'unanimité le 16 juin 1995, après avoir rappelé la résolution 968 (1994) sur la situation au Tadjikistan, a prorogé le mandat de la Mission d'observation des Nations Unies au Tadjikistan (MONUT) jusqu'au 15 décembre 1995 et a abordé le processus de réconciliation nationale dans le pays.
Les pourparlers entre le gouvernement et l'Opposition tadjike unie au Tadjikistan se sont révélés fructueux et un cessez-le-feu a été convenu pour 3 mois supplémentaires, soit jusqu'au 26 août 1995. Les deux parties souhaitaint résoudre le conflit de manière pacifique et parvenir à une réconciliation nationale fondée sur des concessions et des compromis mutuels. Il a été noté que le mandat de la force de maintien de la paix de la Communauté des États indépendants (CEI) dans le pays avait été prolongé jusqu'au 31 décembre 1995. Les deux parties, les forces de maintien de la paix et la mission de l'Organisation pour la sécurité et la coopération en Europe étaient en contact étroit.
Le mandat de la MONUT a été prorogé jusqu'au 15 décembre 1995 à condition que l'accord et le cessez-le-feu restent en vigueur et que les parties continuent d'œuvrer en faveur de la réconciliation et de la démocratie. Tous les trois mois, le Secrétaire général Boutros Boutros-Ghali était invité à soumettre des rapports au Conseil de sécurité sur la situation. Les parties ont été invitées à instaurer la confiance en échangeant des prisonniers de guerre et en autorisant le retour volontaire des réfugiés.
Le Conseil a souligné l'urgence d'une cessation des hostilités à la frontière entre l'Afghanistan et le Tadjikistan, appelant tous les pays à décourager les activités susceptibles d'entraver le processus de paix au Tadjikistan. À cet égard, le Secrétaire général était invité à rendre compte des discussions avec les autorités afghanes concernant un projet de déploiement de personnel des Nations Unies dans le nord de l'Afghanistan. Les contributions et l'aide humanitaire de certains pays ont été les bienvenues, une aide supplémentaire a été demandée.

## Voir également
- Guerre civile du Tadjikistan
- Histoire du Tadjikistan